# Préverenges
Préverenges ist eine politische Gemeinde im Distrikt Morges des Kantons Waadt in der Schweiz.

## Geographie
Préverenges liegt auf 405 m ü. M., 2,5 km ostnordöstlich der Bezirkshauptstadt Morges (Luftlinie). Das Dorf erstreckt sich auf einer Vorterrasse südwestlich des Hügels Monteiron, im Waadtländer Mittelland, an aussichtsreicher Lage rund 30 m über dem Seespiegel des Genfersees.
Die Fläche des 1,8 km² grossen Gemeindegebiets umfasst einen kleinen Abschnitt am Nordufer des Genfersees. Der Gemeindeboden erstreckt sich vom Seeufer nordwärts über den Uferrandstreifen und den sanft ansteigenden Hang hinauf bis auf den Hügel Monteiron, auf dem mit 433 m ü. M. der höchste Punkt von Préverenges erreicht wird. Die westliche und nordwestliche Begrenzung bildet der Bach Bief. Im Osten reicht das Gebiet bis an den Flusslauf der Venoge, die an ihrer Mündung in den Genfersee im Lauf der Zeit einen Schwemmkegel aufgeschüttet hat. Von der Gemeindefläche entfielen 1997 57 % auf Siedlungen, 4 % auf Wald und Gehölze, 38 % auf Landwirtschaft und etwas weniger als 1 % war unproduktives Land.
Zu Préverenges gehören ausgedehnte Einfamilienhausquartiere entlang des Genfersees. Nachbargemeinden von Préverenges sind Morges, Lonay, Denges und Saint-Sulpice. Das Siedlungsgebiet von Préverenges ist nahezu lückenlos mit denjenigen von Morges und Saint-Sulpice zusammengewachsen.

## Bevölkerung
Mit 5215 Einwohnern (Stand 31. Dezember 2023) gehört Préverenges zu den mittelgrossen Gemeinden des Kantons Waadt. Von den Bewohnern sind 84,1 % französischsprachig, 5,1 % deutschsprachig und 3,0 % italienischsprachig (Stand 2000). Die Bevölkerungszahl von Préverenges belief sich 1860 auf 243 Einwohner, 1900 auf 254 Einwohner. Seit 1960 (616 Einwohner) wurde eine rasante Bevölkerungszunahme mit fast einer Versechsfachung der Einwohnerzahl innerhalb von 40 Jahren verzeichnet.

## Wirtschaft
Préverenges war bis in die erste Hälfte des 20. Jahrhunderts ein vorwiegend durch die Landwirtschaft geprägtes Dorf. Heute hat der Ackerbau nur noch eine marginale Bedeutung in der Erwerbsstruktur der Bevölkerung. Am Südhang des Monteiron gibt es ein kleineres Weinbaugebiet.
Im 15. Jahrhundert wurde eine Ziegelei gegründet, die ihren Betrieb 1914 einstellte. Seit den 1950er Jahren siedelten sich in den Industrie- und Gewerbezonen von Préverenges zahlreiche Unternehmen an. Von Bedeutung sind Betriebe des Karosserie- und Metallbaus, des Baugewerbes und eine Firma, die auf Leuchtreklamen spezialisiert ist. In den letzten Jahrzehnten hat sich das Dorf dank seiner attraktiven Lage zu einer Wohngemeinde entwickelt. Viele Erwerbstätige sind deshalb Wegpendler, die vor allem in Lausanne und in Morges arbeiten.
Préverenges besitzt auch eine gute touristische Infrastruktur mit einem Bootshafen. Am Seeufer erstreckt sich ein Sandstrand.

## Verkehr
Die Gemeinde ist verkehrstechnisch gut erschlossen. Sie liegt an der Hauptstrasse 1 von Genf dem Seeufer entlang nach Lausanne. Der Autobahnanschluss Morges-Est an der 1964 eröffneten A1 (Genf–Lausanne) ist rund 2 km vom Ort entfernt. Durch eine Buslinie der Transports publics de la région lausannoise, die von Morges nach Ecublens verkehrt, ist Préverenges an das Netz des öffentlichen Verkehrs angeschlossen. Nur wenig ausserhalb des Gemeindegebietes befindet sich der Bahnhof Lonay-Préverenges an der am 1. Juli 1855 eingeweihten Strecke Renens – Morges der Eisenbahnlinie Lausanne-Genf.

## Geschichte
Das Gemeindegebiet von Préverenges war schon sehr früh bewohnt. Am Seeufer wurden Reste einer Siedlung aus dem Neolithikum sowie eines Pfahlbaudorfes aus der Bronzezeit entdeckt. Die erste urkundliche Erwähnung des Ortes erfolgte 1177 unter dem Namen Preverengia, 1228 erschien die Bezeichnung Preverenges. Der Ortsname geht vermutlich auf den burgundischen Personennamen Berwer oder Perwer zurück und bedeutet bei den Leuten des Berwer.
Seit dem Mittelalter war die Herrschaft Préverenges abhängig von den Herren von Colombier und vom Lausanner Domkapitel. Mit der Eroberung der Waadt durch Bern im Jahr 1536 kam Préverenges unter die Verwaltung der Vogtei Morges. Nach dem Zusammenbruch des Ancien Régime gehörte das Dorf von 1798 bis 1803 während der Helvetik zum Kanton Léman, der anschliessend mit der Inkraftsetzung der Mediationsverfassung im Kanton Waadt aufging. 1798 wurde es dem Bezirk Morges zugeteilt.

## Sehenswürdigkeiten
Eine Kirche ist bereits 1156 erwähnt und gehörte dem Priorat Saint-Sulpice. Der heutige barocke Bau der Kirche stammt von der grundlegenden Umgestaltung in den Jahren 1791–1792. Bereits seit 1701 besitzt Préverenges eine eigene Gemeindebibliothek. Auf dem Gemeindegebiet stehen auch ein Herrenhaus aus dem 18. Jahrhundert (östlich des Dorfes) und das Haus Rionzi von 1846 westlich des Dorfkerns.
Am Ufer des Genfersees befindet sich auf dem Gebiet der Gemeinde ein langer Sandstrand. Westlich der Mündung der Venoge wurde im See die Île aux oiseaux, eine künstliche Insel als Lebensraum für Zugvögel, aufgeschüttet.